# Bahnstrecke Reutlingen–Schelklingen
| MAN-Schienenbus zwischen Engstingen und Münsingen |                                                         |                                                       |                                                       |
| Streckennummer (DB): | 4620                                                    |                                                       |                                                       |
| Kursbuchstrecke (DB): | 759                                                     |                                                       |                                                       |
| Kursbuchstrecke: | 307r (1946)                                             |                                                       |                                                       |
| Streckenlänge: | 58,25 km                                                |                                                       |                                                       |
| Spurweite: | 1435 mm (Normalspur)                                    |                                                       |                                                       |
| Streckenklasse: | C4 (Engstingen–Oberheutal) CE (Oberheutal–Schelklingen) |                                                       |                                                       |
| Maximale Neigung: | 100 ‰                                                   |                                                       |                                                       |
| Minimaler Radius: | 180 m                                                   |                                                       |                                                       |
| Zahnstangensystem: | Riggenbach                                              |                                                       |                                                       |
| Streckengeschwindigkeit: | 50 km/h Zahnstangenabschnitt: 10 km/h                   |                                                       |                                                       |
| |                                                         |                                                       |                                                       |
| \| \| \| von Immendingen \| \| \| \| 0,00 \| Reutlingen Hbf \| 375 m \| \| \| \| nach Plochingen \| \| \| \| 3,14 \| Reutlingen Süd (bis 1. Mai 1907:[3] Eningen u. A.) \| 406 m \| \| \| \| Lokalbahn Reutlingen–Eningen / Straßenbahn Reutlingen \| \| \| \| 4,91 \| Pfullingen \| 429 m \| \| \| 6,18 \| Pfullingen Süd \| Pfullingen Süd \| \| \| 8,20 \| Unterhausen Spinnerei \| 482 m \| \| \| 9,87 \| Unterhausen (Württ) \| 508 m \| \| \| 11,03 \| Honau (Württ) \| 526 m \| \| \| \| Beginn Zahnstange \| \| \| \| \| Ende Zahnstange \| \| \| \| 13,18 \| Lichtenstein (Württ) \| 704 m \| \| \| \| von Sigmaringen \| \| \| \| 15,28 \| Engstingen (ehemals Kleinengstingen) \| 691 m \| \| \| 18,97 \| Kohlstetten (ehemals Bahnhof) \| 677 m \| \| \| 21,89 \| Große Lauter \| Große Lauter \| \| \| 22,00 \| Offenhausen \| 663 m \| \| \| 24,13 \| Gomadingen (ehemals Bahnhof) \| 655 m \| \| \| 27,11 \| Große Lauter \| Große Lauter \| \| \| 27,32 \| Marbach (b Münsingen) \| 647 m \| \| \| 28,78 \| Grafeneck \| 658 m \| \| \| 34,53 \| Münsingen \| 705 m \| \| \| 37,12 \| Panzerverladebrücke \| Panzerverladebrücke \| \| \| 38,67 \| Oberheutal (Awanst) \| 717 m \| \| \| 40,72 \| Mehrstetten \| 701 m \| \| \| 40,84 \| Bundesstraße 465 \| Bundesstraße 465 \| \| \| 49,09 \| Sondernach \| 596 m \| \| \| 50,31 \| Schmiech \| Schmiech \| \| \| 50,75 \| Hütten (ehemals Bahnhof) \| 584 m \| \| \| 51,91 \| Talsteußlingen \| Talsteußlingen \| \| \| 53,03 \| Schmiech \| Schmiech \| \| \| 53,30 \| Teuringshofen \| Teuringshofen \| \| \| 55,67 \| Schmiech \| Schmiech \| \| \| 56,46 \| Schmiechen Albbahn (ehemals Schmiechen Ort) \| 548 m \| \| \| 57,00 \| Infrastrukturgrenze ENAG / DB InfraGO \| Infrastrukturgrenze ENAG / DB InfraGO \| \| \| 57,19 \| Bundesstraße 492 \| Bundesstraße 492 \| \| \| 57,56 \| von Sigmaringen \| von Sigmaringen \| \| \| 58,25 \| Schelklingen \| 535 m \| \| \| \| nach Ulm \| \| |                                                         |                                                       |                                                       |
| Strecke |                                                         | von Immendingen                                       | von Immendingen                                       |
| Bahnhof | 0,00                                                    | Reutlingen Hbf                                        | 375 m                                                 |
| Abzweig ehemals geradeaus und nach links |                                                         | nach Plochingen                                       | nach Plochingen                                       |
| Bahnhof (Strecke außer Betrieb) | 3,14                                                    | Reutlingen Süd (bis 1. Mai 1907: Eningen u. A.)       | 406 m                                                 |
| Kreuzung mit U-Bahn (Strecken außer Betrieb) |                                                         | Lokalbahn Reutlingen–Eningen / Straßenbahn Reutlingen | Lokalbahn Reutlingen–Eningen / Straßenbahn Reutlingen |
| Bahnhof (Strecke außer Betrieb) | 4,91                                                    | Pfullingen                                            | 429 m                                                 |
| Haltepunkt / Haltestelle (Strecke außer Betrieb) | 6,18                                                    | Pfullingen Süd                                        | Pfullingen Süd                                        |
| Haltepunkt / Haltestelle (Strecke außer Betrieb) | 8,20                                                    | Unterhausen Spinnerei                                 | 482 m                                                 |
| Bahnhof (Strecke außer Betrieb) | 9,87                                                    | Unterhausen (Württ)                                   | 508 m                                                 |
| Bahnhof (Strecke außer Betrieb) | 11,03                                                   | Honau (Württ)                                         | 526 m                                                 |
| |                                                         | Beginn Zahnstange                                     |                                                       |
| |                                                         | Ende Zahnstange                                       |                                                       |
| Bahnhof (Strecke außer Betrieb) | 13,18                                                   | Lichtenstein (Württ)                                  | 704 m                                                 |
| Abzweig ehemals geradeaus und von rechts |                                                         | von Sigmaringen                                       | von Sigmaringen                                       |
| Bahnhof | 15,28                                                   | Engstingen (ehemals Kleinengstingen)                  | 691 m                                                 |
| Haltepunkt / Haltestelle | 18,97                                                   | Kohlstetten (ehemals Bahnhof)                         | 677 m                                                 |
| Brücke über Wasserlauf | 21,89                                                   | Große Lauter                                          | Große Lauter                                          |
| Haltepunkt / Haltestelle | 22,00                                                   | Offenhausen                                           | 663 m                                                 |
| Haltepunkt / Haltestelle | 24,13                                                   | Gomadingen (ehemals Bahnhof)                          | 655 m                                                 |
| Brücke über Wasserlauf | 27,11                                                   | Große Lauter                                          | Große Lauter                                          |
| Bahnhof | 27,32                                                   | Marbach (b Münsingen)                                 | 647 m                                                 |
| Haltepunkt / Haltestelle | 28,78                                                   | Grafeneck                                             | 658 m                                                 |
| Bahnhof | 34,53                                                   | Münsingen                                             | 705 m                                                 |
| Strecke mit Straßenbrücke | 37,12                                                   | Panzerverladebrücke                                   | Panzerverladebrücke                                   |
| Dienststation / Betriebs- oder Güterbahnhof | 38,67                                                   | Oberheutal (Awanst)                                   | 717 m                                                 |
| ehemaliger Bahnhof | 40,72                                                   | Mehrstetten                                           | 701 m                                                 |
| Bahnübergang | 40,84                                                   | Bundesstraße 465                                      | Bundesstraße 465                                      |
| Haltepunkt / Haltestelle | 49,09                                                   | Sondernach                                            | 596 m                                                 |
| Brücke über Wasserlauf | 50,31                                                   | Schmiech                                              | Schmiech                                              |
| Haltepunkt / Haltestelle | 50,75                                                   | Hütten (ehemals Bahnhof)                              | 584 m                                                 |
| ehemaliger Haltepunkt / Haltestelle | 51,91                                                   | Talsteußlingen                                        | Talsteußlingen                                        |
| Brücke über Wasserlauf | 53,03                                                   | Schmiech                                              | Schmiech                                              |
| ehemaliger Haltepunkt / Haltestelle | 53,30                                                   | Teuringshofen                                         | Teuringshofen                                         |
| Brücke über Wasserlauf | 55,67                                                   | Schmiech                                              | Schmiech                                              |
| Haltepunkt / Haltestelle | 56,46                                                   | Schmiechen Albbahn (ehemals Schmiechen Ort)           | 548 m                                                 |
| Wechsel des Eisenbahninfrastrukturunternehmens | 57,00                                                   | Infrastrukturgrenze ENAG / DB InfraGO                 | Infrastrukturgrenze ENAG / DB InfraGO                 |
| Brücke | 57,19                                                   | Bundesstraße 492                                      | Bundesstraße 492                                      |
| Abzweig geradeaus und von rechts | 57,56                                                   | von Sigmaringen                                       | von Sigmaringen                                       |
| Bahnhof | 58,25                                                   | Schelklingen                                          | 535 m                                                 |
| Strecke |                                                         | nach Ulm                                              | nach Ulm                                              |

Die Bahnstrecke Reutlingen–Schelklingen ist eine ehemals 58,25 Kilometer lange Nebenbahn von Reutlingen nach Schelklingen, welche die Schwäbische Alb quert. Der 15,28 Kilometer lange nördliche Teilabschnitt Reutlingen–Engstingen ist heute stillgelegt, dieser Abschnitt wurde größtenteils zu einem Bahntrassenradweg umgewidmet. Das Teilstück Reutlingen–Honau wird auch als Echazbahn oder Echaztalbahn, das Teilstück Engstingen–Schelklingen als Schwäbische Alb-Bahn bezeichnet.

## Geschichte

### Vorgeschichte

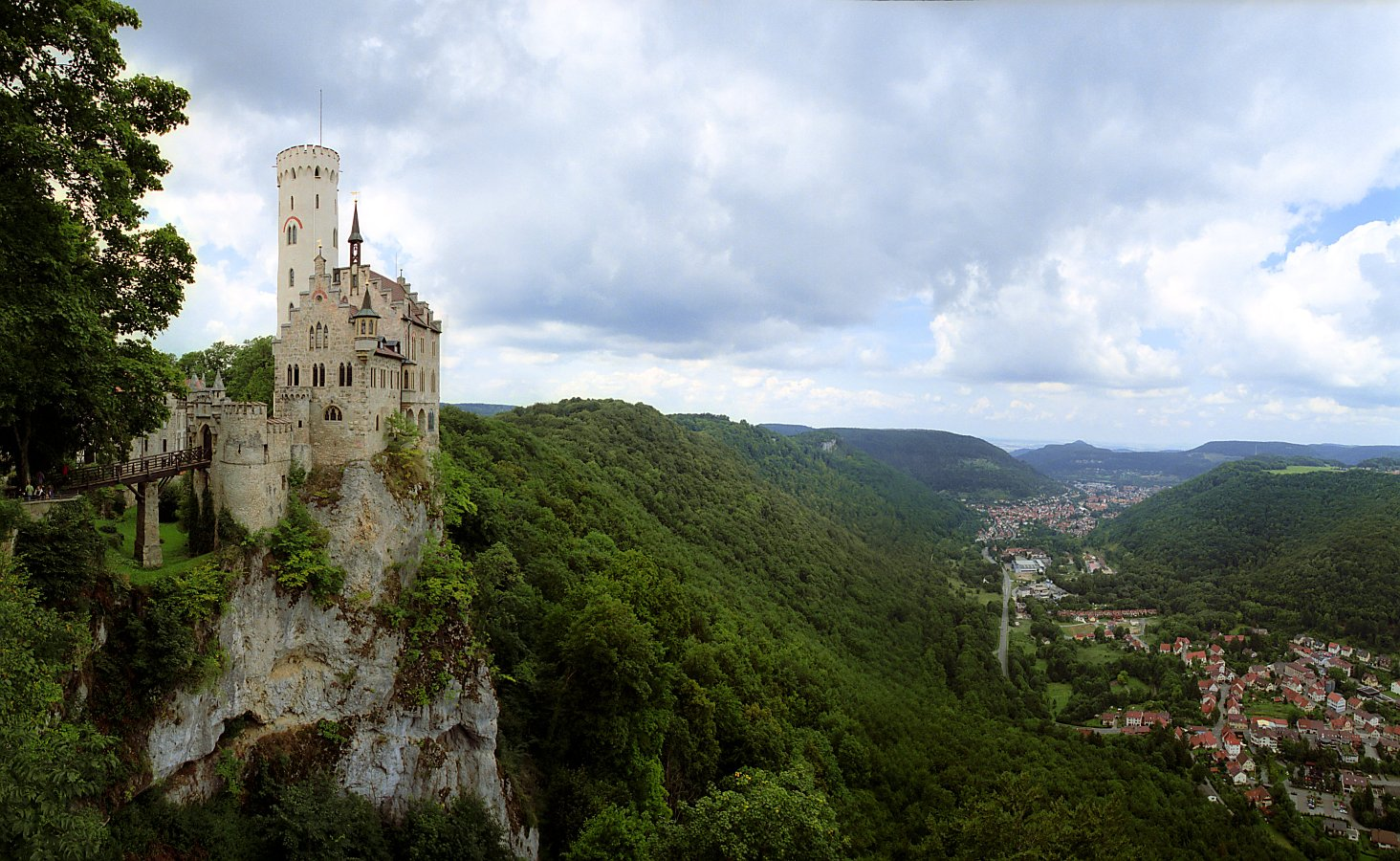
Das Schloss Lichtenstein, dem der ehemalige Bahnhof seinen Namen verdankt. Im Hintergrund das Echaztal mit den Orten Honau und Unterhausen

Nachdem Reutlingen bereits 1859 durch die Bahnstrecke Plochingen–Immendingen seinen Eisenbahnanschluss bekam, setzte sich die schon stark von Industrie geprägte Stadt für den Anschluss des Hinterlandes in Richtung Osten und Süden ein. Oberstes Ziel war dabei zunächst nicht eine die Schwäbische Alb querende Strecke in Richtung Ulm, sondern der Anschluss nach Sigmaringen. Auch nachdem das Königreich Württemberg mit Preußen 1865 den Bau der Bahnstrecke Tübingen–Sigmaringen vereinbart hatte, verfolgte die Stadt Reutlingen weiterhin vorrangig das Ziel eines Anschlusses von Reutlingen direkt über Gammertingen nach Sigmaringen; von dieser Strecke sollte lediglich eine weitere Strecke nach Schelklingen an die ab 1865 gebaute Bahnstrecke Ulm–Sigmaringen anknüpfen. Erst als dieses Projekt von der württembergischen Regierung als für die Bahnstrecke Tübingen–Sigmaringen schädliches Vorhaben 1872 endgültig abgelehnt wurde, verlagerten sich in Reutlingen die Planungen auf eine Querung der Schwäbischen Alb und so auf eine Achse Reutlingen–Ulm.

### Bau
Die Königlich Württembergischen Staats-Eisenbahnen begannen 1891 mit dem Bau und eröffneten am 2. Juni 1892 die 11,03 Kilometer lange normalspurige Nebenbahn vom Reutlinger Hauptbahnhof über Pfullingen bis Honau am Fuß der Schwäbischen Alb durch das Tal der Echaz. Am 1. Oktober 1893 folgte die 23,5 Kilometer lange Fortsetzung mit der Steilstrecke, die mithilfe einer Zahnstange bewältigt wurde, über Engstingen durch das Lautertal zur Oberamtsstadt Münsingen. Der 23,72 Kilometer lange Anschluss zur Bahnstrecke Ulm–Sigmaringen in Schelklingen wurde am 1. August 1901 in Betrieb genommen. Damit entstand die lange gewünschte direkte Verbindung zwischen Reutlingen und Ulm. In Engstingen zweigt seit dem 7. November 1901 außerdem die Bahnstrecke Engstingen–Sigmaringen der Hohenzollerischen Landesbahn (HzL) ab.

### Zahnradbahn Honau–Lichtenstein

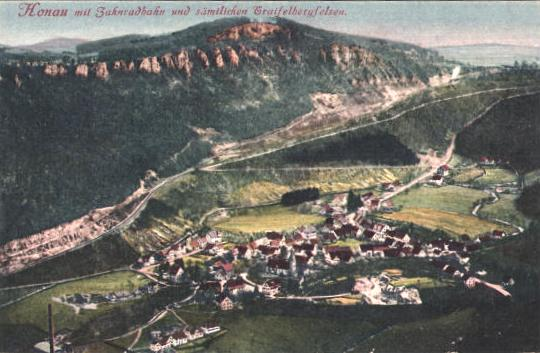
Honau mit der Zahnradbahn auf einer Postkarte von 1905

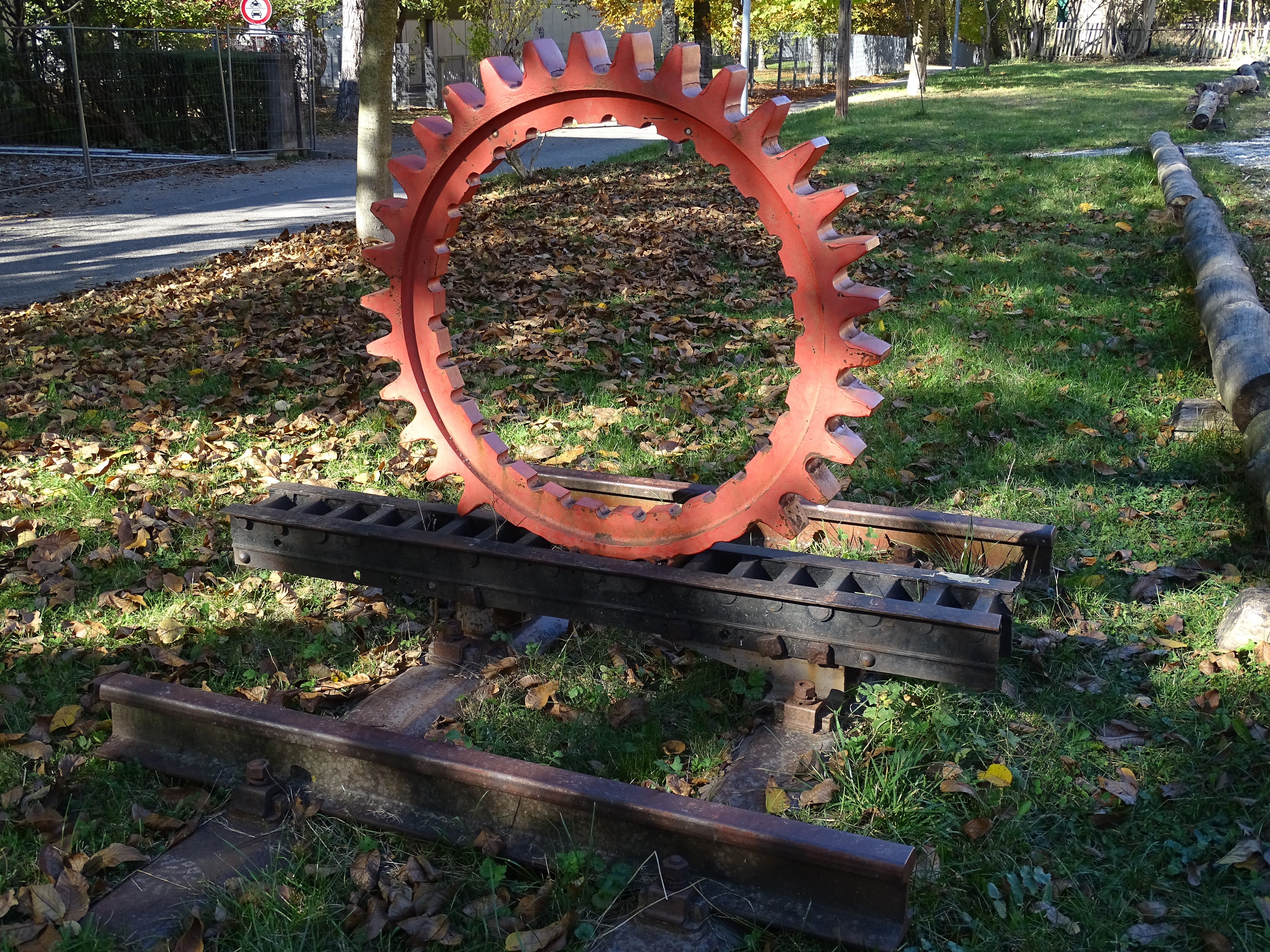
Zahnrad und Gleisjoch der Zahnradbahn im Bahnhof Honau

Auf dem Zahnstangenabschnitt überwand die Bahn mit einer Maximalsteigung von 1:10 auf einer Länge von 2,15 Kilometer einen Höhenunterschied von 179 Metern. Sie war die erste Zahnradstrecke für den Personenverkehr in Württemberg und eine der steilsten Eisenbahnstrecken Deutschlands. Zur Bewältigung des steilen Albaufstiegs wurde ein Zahnradantrieb mit einer „Riggenbach’schen Leiterzahnstange der Bauart Bissinger-Klose“ verwendet. Die Triebfahrzeuge hatten ein zwischen den Rädern liegendes Zahnradtriebwerk. Ausgangspunkt der Steilstrecke war der Bahnhof Honau im Echaztal. Am Osthang des Echaztals entlang führte die Strecke auf die Hochfläche der Schwäbischen Alb, teilweise direkt entlang der Bundesstraße 312, der sogenannten Honauer Steige. Endpunkt der Steilstrecke war der Bahnhof Lichtenstein, der seinen Namen dem in der Nähe gelegenen Schloss Lichtenstein verdankt. Die Bushaltestelle an dieser Stelle trägt nun den Namen Traifelberg.

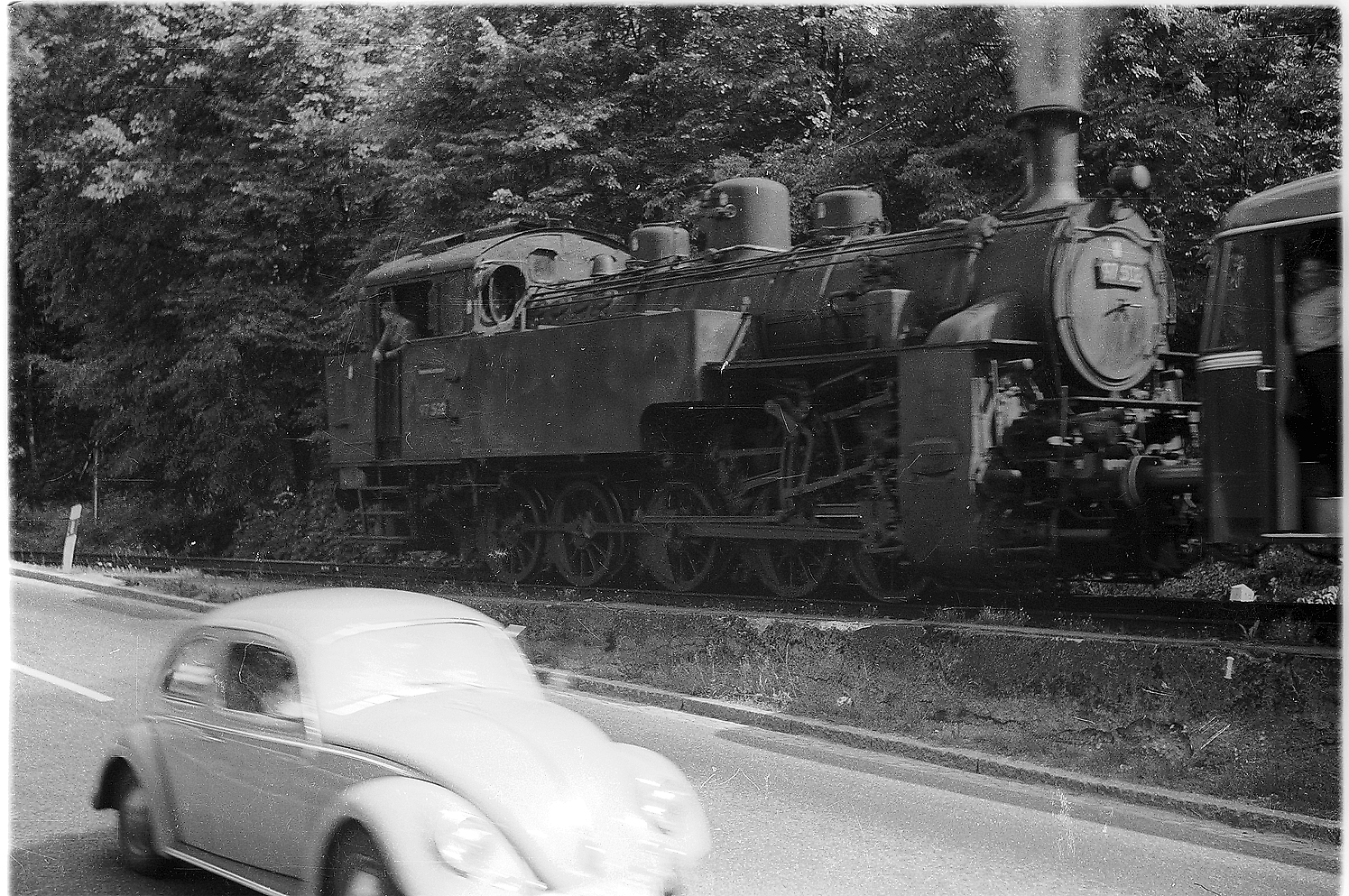
Die 97 002 schiebt 1960 den Schienenbus

Auf der Zahnradstrecke musste der Zug bergwärts geschoben werden, dazu setzte die Lokomotive in Honau und Lichtenstein jeweils um. Dieser aufwendige Betrieb wurde erst ab 1962 mit Einsatz der Schienenbusse VT 97 überflüssig, die Höchstgeschwindigkeit auf dem Zahnstangenabschnitt betrug aber weiterhin nur 10 km/h.
Die Strecke ab Honau wurde am 28. Juli 1969 für den Gesamtverkehr stillgelegt und bis Engstingen abgebaut. Von dort an blieb sie für den Militärverkehr zum Truppenübungsplatz Münsingen erhalten. Der Personenverkehr Reutlingen–Honau wurde noch bis zum 1. Juni 1980 mit Schienenbussen bedient; der Güterverkehr beschränkte sich ab 27. Mai 1983 auf den Abschnitt Reutlingen Hbf–Reutlingen Süd. Nach Einstellung des Güterverkehrs am 29. September 1994 wurde dieser letzte Abschnitt stillgelegt und größtenteils abgebaut. Die Zahnradtrasse wurde asphaltiert, ist aber für den allgemeinen Straßenverkehr gesperrt und wird als Wanderweg genutzt.

### Militärverkehr
Im Jahr 1972 wurde der Bahnhof Oberheutal eröffnet, der vor allem für die Verladung von Panzern diente, die den Truppenübungsplatz Münsingen oder die Herzog-Albrecht-Kaserne in Münsingen zum Ziel hatten. Dabei bewältigten zunächst Dampflokomotiven und später Diesellokomotiven den Albaufstieg mit bis zu 1700 Tonnen schweren Militärzügen. Jährlich fanden bis zu 170 Militärtransporte nach Oberheutal statt, wobei der Bahnhof so dimensioniert war, dass bis zu zehn Züge täglich be- und entladen werden konnten. In der Praxis wurden maximal vier Züge an einem Tag abgefertigt. Allerdings war der Bahnhof nur für Ganzzüge zugelassen, und die Verladung von Einzeltransporten (wie Panzern) durfte offiziell nur im Bahnhof Münsingen erfolgen. Schließlich erfolgte am 27. April 2004, dem Jahr der Schließung der Herzog-Albrecht-Kaserne und ein Jahr vor der Schließung des Truppenübungsplatzes Münsingen, die letzte Verladung eines Militärtransportes.
Danach war der Bahnhof Oberheutal ungenutzt, bis ihn im Jahr 2009 die Deutsche Bahn aufgrund der Wirtschaftskrise zur Abstellung von nicht benötigten Güterwagen nutzte. Seit 2010 ist der Bahnhof wieder ein Tarifpunkt im Wagenladungsverkehr und wird zur Verladung von Holzstämmen genutzt.

## Früherer Fahrzeugeinsatz

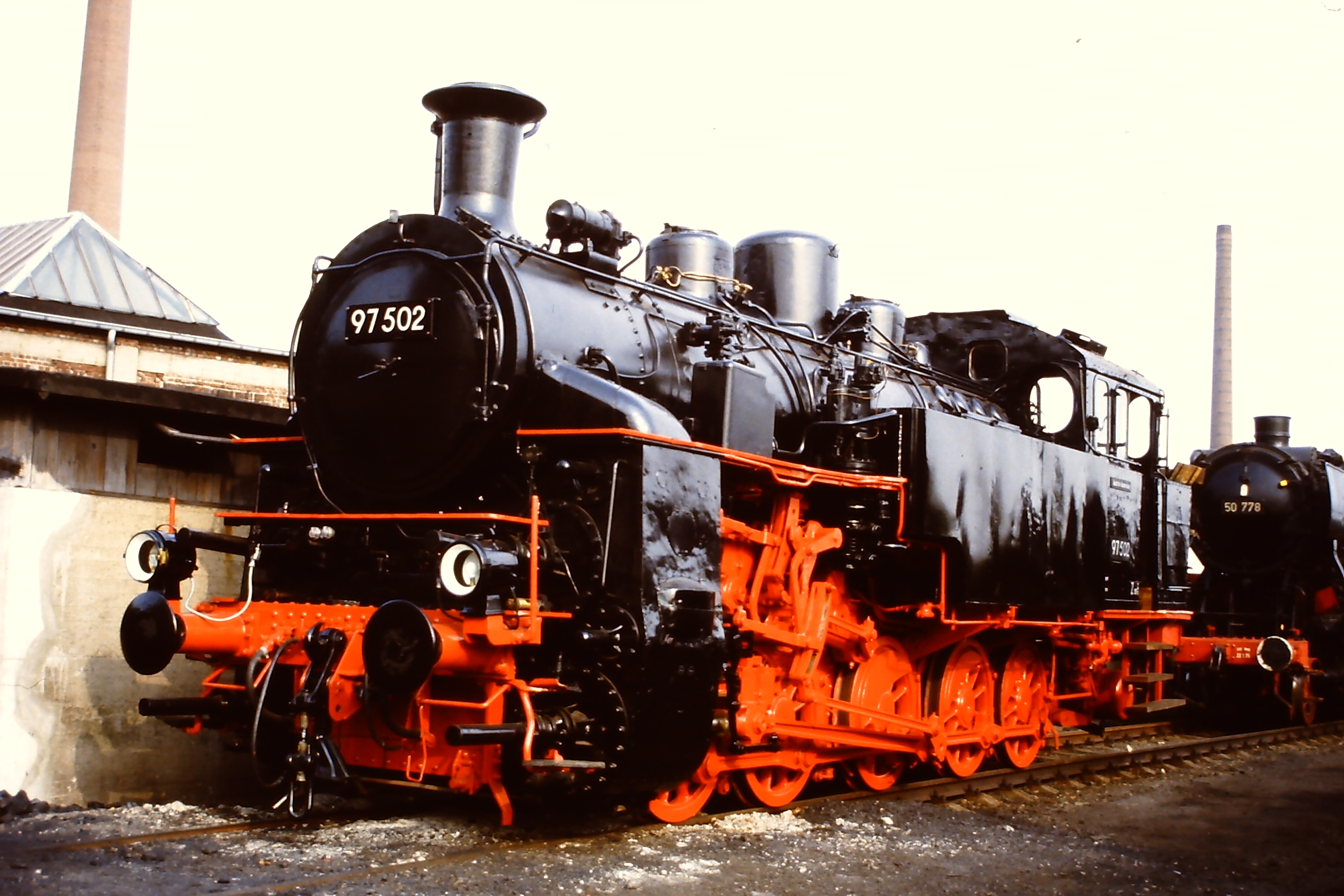
Zahnradlokomotive 97 502 bei einer Ausstellung

Für ihre damals einzige Zahnradbahn beschafften die Königlich Württembergischen Staats-Eisenbahnen 1893 speziell hierfür konstruierte Dampflokomotiven der Baureihe Fz, bevor die Deutsche Reichsbahn diese 1922 durch die Baureihe 97.5 ersetzte. Ab September 1961 übernahmen schließlich in Tübingen beheimatete Zahnrad-Schienenbusse der Baureihe VT 97 den Betrieb. Nach entsprechenden Anpassungen der Bahnübergänge und der Weichen konnten diese von Reutlingen bis Ulm durchfahren. Der VT 97 war aus der Baureihe VT 98 abgeleitet und um einen Zahnradantrieb ergänzt. Es gab acht solcher Triebwagen, die alle auf der Zahnradbahn Honau–Lichtenstein eingesetzt wurden. Die beiden letzten, für die Bahnstrecke Erlau–Wegscheid bestellten Fahrzeuge kamen nach einem Hangrutsch an dieser Strecke direkt nach Tübingen. Gewöhnliche Schienenbusse der Baureihe VT 98 wiederum wurden zur Überwindung der Steilstrecke von den noch im Betrieb stehenden Zahnrad-Dampflokomotiven bergwärts geschoben beziehungsweise talwärts abgebremst.
Als Personenwagen kamen hauptsächlich die in Württemberg üblichen zweiachsigen Nebenbahnwagen zum Einsatz. Bei den Gepäckwagen gab es eine dreiachsige Sonderbauart mit einem Bremszahnrad an der mittleren Achse.

## Gegenwart

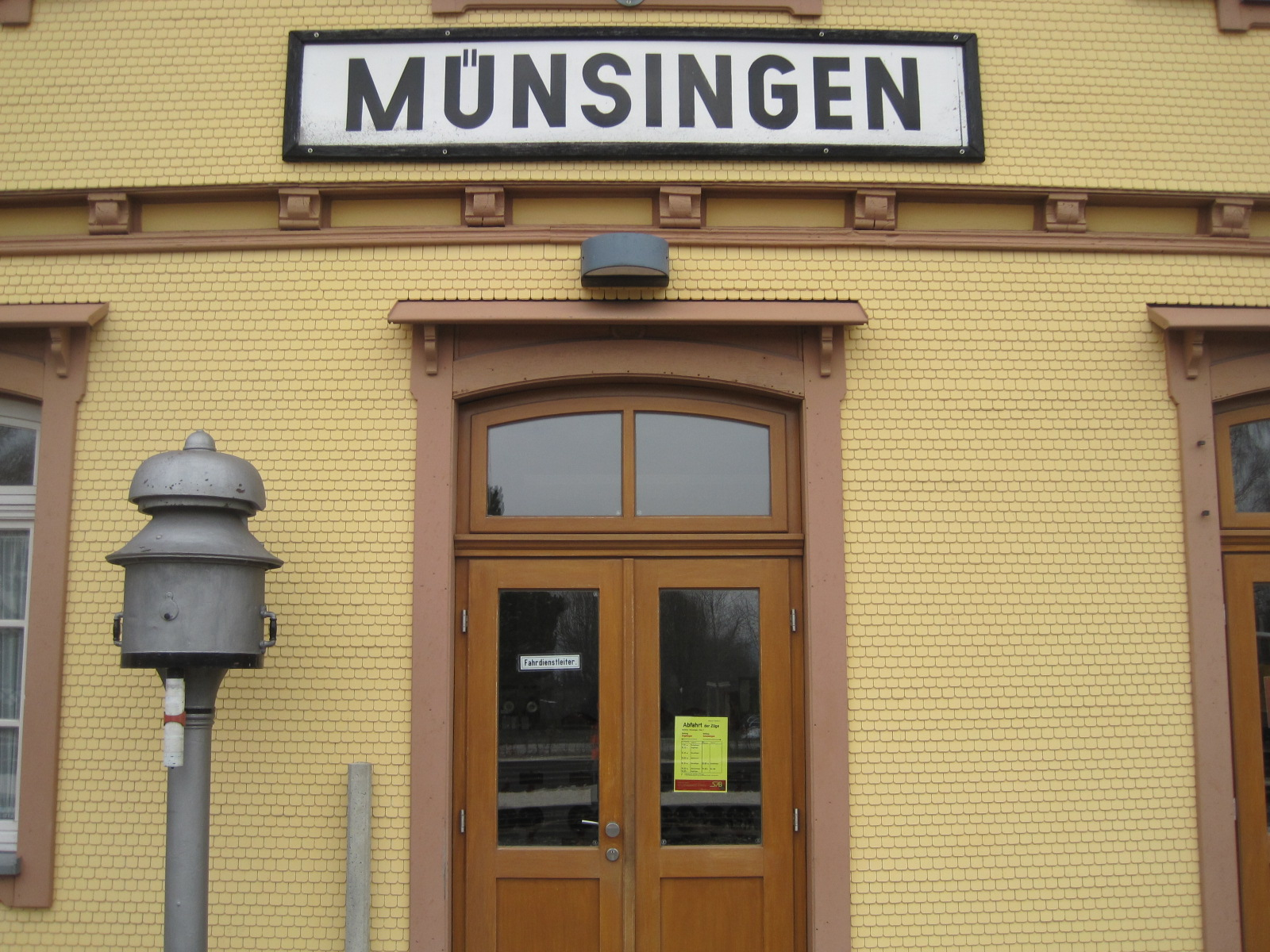
Eingang zum Stellwerk des Bahnhofs Münsingen

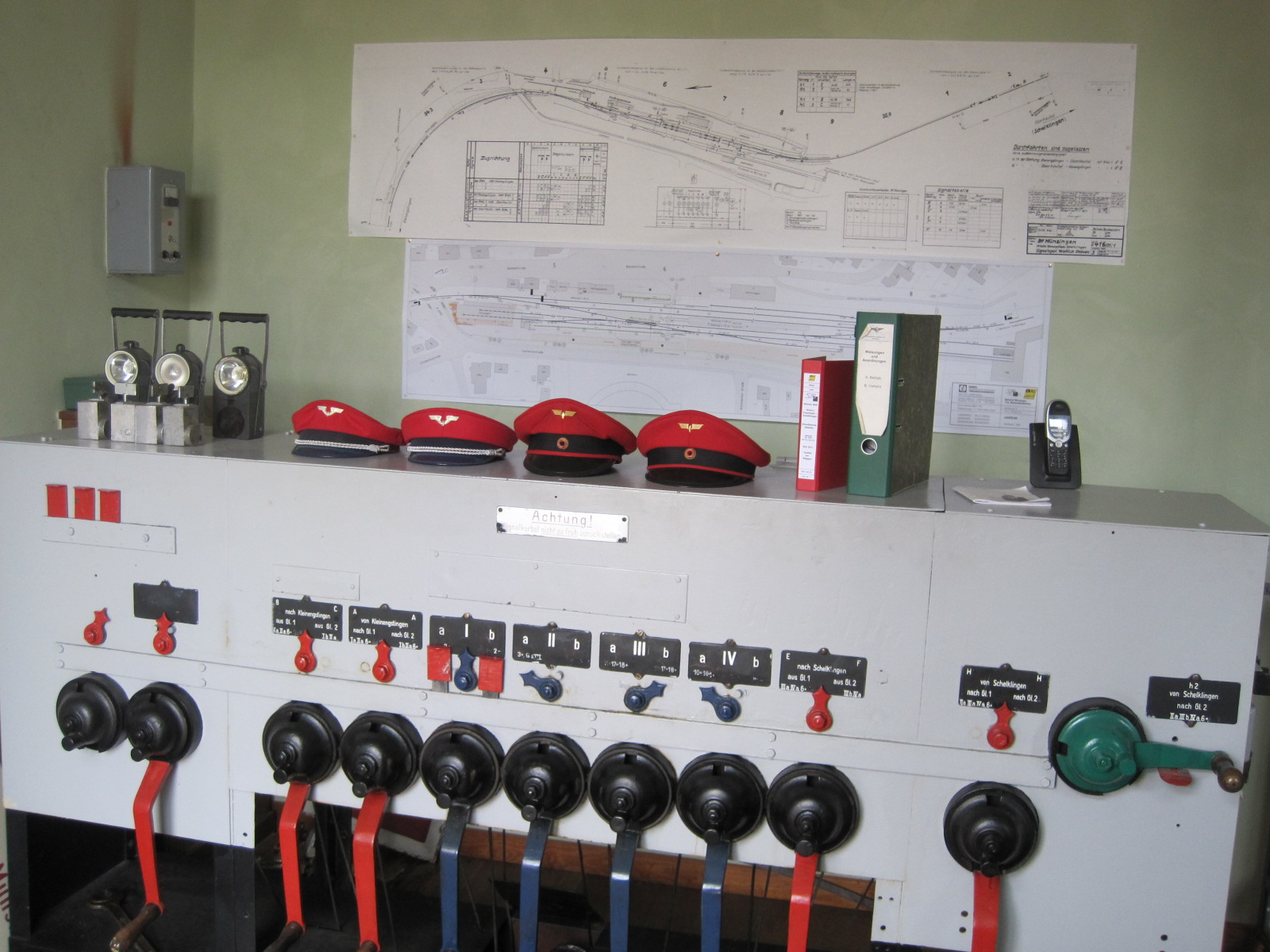
Die bis 2018 in Betrieb befindliche Hebelbank des Stellwerks von 1907 in Münsingen

Das Eisenbahninfrastrukturunternehmen Erms-Neckar-Bahn AG hat die Strecke Engstingen–Schelklingen von der Deutschen Bahn seit 2004 in der gesamten Länge gepachtet. Seitdem wurde wieder an Schultagen ein vom Land Baden-Württemberg bestellter Schülerverkehr durch DB ZugBus Regionalverkehr Alb-Bodensee betrieben. Die Züge fuhren zwischen Gammertingen, Offenhausen, Gomadingen und Münsingen sowie zwischen Münsingen und Schelklingen. Diese wurden mit Dieseltriebwagen der Baureihe 628 (in Ausnahmefällen mit der Baureihe 650 oder Baureihe 218 mit n-Wagen) gefahren.
Der Touristikverkehr wird seit 2014 von der Schwäbische Alb-Bahn GmbH (SAB) durchgeführt, bis 2013 fuhren Züge von den Schienenbusfreunden Ulm e. V.
Zwischen Engstingen und Schelklingen verkehren von Anfang Mai bis etwa Mitte Oktober sonn- und feiertags historische Schienenbusse (MAN-Schienenbusse der Schwäbischen Alb-Bahn und bis Oktober 2013 VT 98 Ulmer Spatz der RAB; seither NE 81 der SAB) mit zusätzlichem Fahrradwagen – teilweise von beziehungsweise nach Ulm. Das Angebot wird vor allem von Ausflüglern ins Schmiech- und Lautertal genutzt.
Seit 2010 findet wieder Güterverkehr statt, beispielsweise zur Beförderung von Langholz. Alleine 2010 wurden rund 5.000 Tonnen Holz abgefahren. Den Güterverkehr führt das vom Verein Schwäbische Alb-Bahn gegründete Eisenbahnverkehrsunternehmen Schwäbische Alb-Bahn GmbH in Kooperation mit DB Schenker durch.
Im Herbst 2008 wurde der Haltepunkt Sondernach reaktiviert. Seit dem Fahrplanwechsel im Dezember 2008 halten dort wieder planmäßig Züge. Seit Oktober 2011 steht an diesem Haltepunkt wieder ein Wartehäuschen im historischen Stil, erbaut von Ehrenamtlichen aus Sondernach, mit Unterstützung des Vereins Schwäbische Alb-Bahn e. V.
Seit Sommer 2009 führt der Verein Schwäbische Alb-Bahn regelmäßig Dampfzugfahrten sowie andere vorwiegend touristische Sonderfahrten auf der Strecke durch, oft in Zusammenarbeit mit der DB ZugBus Regionalverkehr Alb-Bodensee und der Nahverkehrsgesellschaft Baden-Württemberg. Für die Dampfzugfahrten sowie als Heimat des Vereins und als Eventlokation wurde in Münsingen außerdem ein neuer Lokschuppen in Anlehnung an den Stil der anderen historischen Gebäude des Bahnhofs errichtet.
Der Verein arbeitet außerdem am Projekt Württemberger Zug, das die ständige Stationierung eines historischen Zuges ausschließlich aus Fahrzeugen der Königlich Württembergischen Staats-Eisenbahnen in Münsingen vorsieht.
Im Sommer 2010 wurde die alte Schranke in Gomadingen, die noch vom Zugpersonal heruntergekurbelt werden musste, durch eine neue Lichtzeichenanlage mit Halbschranken ersetzt; die Kurbel-Schranke befindet sich in einem Museum.

### Netz 50
Im April 2019 erhielt die SAB den Zuschlag für das Netz 50 „Schwäbische Alb-Bahn und Amstetten–Gerstetten“. Ende Mai 2019 wurde der Verkehrsvertrag unterzeichnet. Die Laufzeit des Vertrages beträgt 9,5 Jahre und der Leistungsumfang ca. 225.000 Zugkilometer/Jahr ab der zweiten Inbetriebnahmestufe.
In der ersten Betriebsstufe wurde am 9. Juni 2019 der Fahrplan zwischen Münsingen und Ulm erweitert.
Für den Mehrzugbetrieb wurde der technisch unterstützte Zugleitbetrieb eingeführt, die noch vorhandenen Formsignale wurden dazu außer Betrieb genommen.
Nach Verschleißerscheinungen an Radsätzen und Schienen ruhte der Verkehr zwischen 27. April und 18. Mai 2020. Nach Überarbeitung einiger Streckenabschnitte wurde er zwischen Schelklingen und Engstingen wieder aufgenommen.

## Verkehrsbedeutung

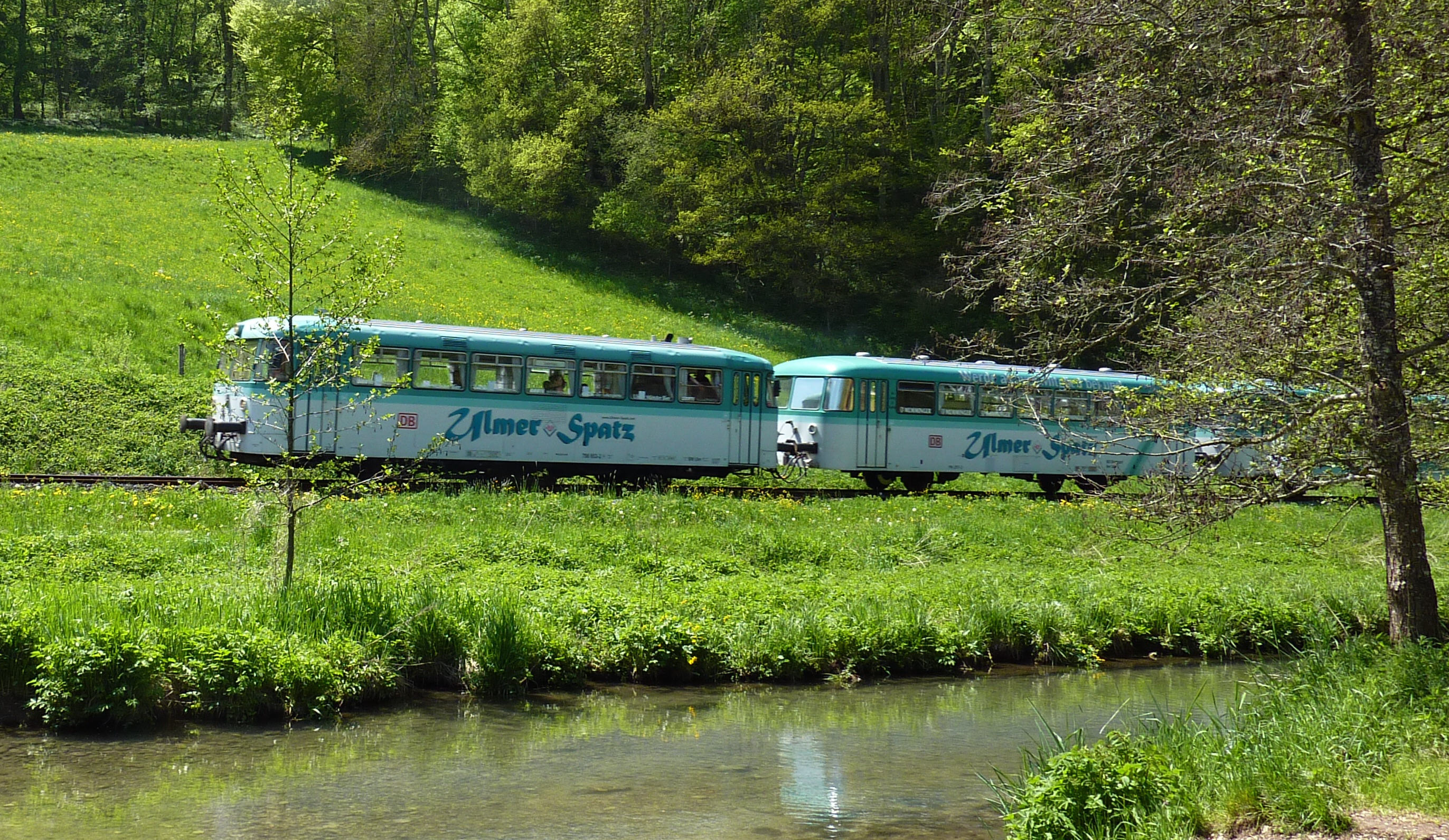
„Ulmer Spatz“ an der Lauter

Die Bedeutung der Bahn lag vor allem im Personenverkehr. Einerseits nutzten die Einpendler nach Reutlingen und Pfullingen die Bahn, andererseits spielte der Ausflugsverkehr – vor allem am Wochenende – eine große Rolle. Sie erschloss ein sehr beliebtes Ausflugsgebiet am Albtrauf. Anziehungspunkte waren neben Schloss Lichtenstein die Nebelhöhle, Olgahöhle und die Karlshöhle (heute Karls- und Bärenhöhle), die Echazquelle sowie die Aussichtspunkte Traifelberg und Schönberg.
Der Güterverkehr erreichte auf diesem steilen und kurzen Abschnitt nie eine besondere Bedeutung, da die Teilstücke der Nebenbahn unterhalb des Zahnstangenabschnitts von Reutlingen und oberhalb von Ulm aus bedient werden konnten. Bereits 1951 gab es nur noch einen Stückgut-Kurswagen.
Mit dem Aufkommen der Motorisierung in der Zeit nach dem Zweiten Weltkrieg nahmen die Beförderungszahlen immer mehr ab, sodass angesichts des aufwändigen Zahnradbetriebs der Verkehr 1969 eingestellt und dieses Teilstück abgebaut wurde, ebenso später die Verbindung zwischen Reutlingen Süd und Honau. Das Teilstück zwischen Engstingen und Schelklingen wird seit 2004 wieder im Schüler- und Touristikverkehr betrieben.

## Denkmalschutz
Die noch vorhandenen Hochbauten und ein Teil der Strecke sind als Baudenkmal anerkannt.

## Planungen
Seit einigen Jahren bestehen Überlegungen, die Strecke Reutlingen Hbf–Schelklingen in eine nach dem Karlsruher Modell aufzubauende Regional-Stadtbahn Neckar-Alb zu integrieren. Dazu ist eine Reaktivierung, beziehungsweise der Neubau der Strecke zwischen Reutlingen und Engstingen notwendig. Ein Adhäsionsbetrieb wäre auf der Steilstrecke mit angepassten Fahrzeugen ähnlich denen der Stadtbahn in Stuttgart möglich.
Im Dezember 2022 wurde ein Bürgerbeteiligungsverfahren eingeleitet, um den Streckenverlauf in Reutlingen festzulegen.
Ferner plant der Verein Zahnradbahnfreunde Honau–Lichtenstein (ZHL), den Zahnstangenabschnitt Honau–Lichtenstein wiederaufzubauen, dadurch würde auch der adhäsionsbetriebene Teilabschnitt Lichtenstein–Engstingen wieder in Betrieb gehen.

## Potenzialanalyse
Eine Potenzialanalyse bestätigt einen wirtschaftlichen Betrieb des zu reaktivierenden Abschnitts Reutlingen–Engstingen mit rund 11.000 Nutzern pro Tag. Die für die Regional-Stadtbahn Neckar-Alb bestellten Stadler City-Link sind auch für den Steilstreckenbetrieb ausgelegt.